# Тибальт
Тибальт, Тибальд (англ. Tybalt) — персонаж трагедии Уильяма Шекспира «Ромео и Джульетта», двоюродный брат Джульетты. Убит Ромео, мстившим ему за убийство своего друга Меркуцио.

## Роль в сюжете
Тибальт появляется на сцене в первом действии, когда Бенволио пытается разнять дерущихся слуг домов Монтекки и Капулетти. Вместо того, чтобы, как просит Бенволио, помочь ему остановить драку, Тибальт сам принимает в ней участие, атакуя Бенволио. В разрастающуюся схватку включаются прочие жители Вероны, и появившийся герцог объявляет, что всякий, кто впредь возобновит родовую вражду между Монтекки и Капулетти, ответит жизнью.
В V сцене, на балу в доме Капулетти, Тибальт узнаёт пришедшего инкогнито Ромео и намерен его убить. Синьор Капулетти запрещает ему затевать драку и прогоняет, но Тибальт сопровождает свой уход угрозами. В I сцене третьего действия он бросает Ромео вызов. Тот, уже будучи тайно повенчан с Джульеттой и не желая вступать в поединок с родственником, отвечает на вызов и оскорбления увещеваниями, что возмущает Меркуцио, который вступает в схватку вместо него. Ромео пытается остановить бой, но Тибальт ранит Меркуцио из-под руки Ромео и уходит. Бенволио уводит Меркуцио со сцены и немного погодя возвращается с известием, что тот умер. Ромео, оплакивая его смерть, сам бросает вызов вернувшемуся Тибальту и убивает его в поединке. Помня об угрозе смертной казни, он спасается бегством, а появившийся на месте схватки герцог объявляет о его немедленном изгнании.

## Характеристика образа
Шекспировед М. М. Морозов в комментариях к «Ромео и Джульетте» пишет, что имя Тибальт означает «кот», и это «намекало на повадки и внешность этого усатого бретера». На смысл имени указывают реплики Меркуцио, называющего Тибальта «царём котов». Английские источники пишут об этом оскорбительном эпитете, как и ряде других выражений Меркуцио в адрес Тибальта — «крысолов», «зацарапать человека до смерти» — как о построенных на игре слов: имя Тибальт созвучно имени Тиберт, которое носит хитрый и наглый кот в средневековом «Романе о Лисе». Другая характеристика, даваемая в пьесе Тибальту — «огненный» (в рамках цветовой кодировки характеров, принятой в театре «Глобус», огненно-жёлтый цвет означал наглость). Критики отмечают прямолинейную одномерность фигуры Тибальта, составляющего мнение о людях раз и навсегда и позволяющего родовой вражде всецело диктовать его впечатления и поступки. Его чёрно-белую картину мира не могут разрушить никакие объяснения и доводы, в том числе и от синьора Капулетти. Его манеры ходульны, а речь бедна (шекспировед Томас Мойсан пишет: «Тибальт — человек немногословный и часто повторяет те немногие слова, что использует»).
По мнению литературоведа Ю. Ф. Шведова, прямолинейный и ограниченный Тибальт играет в пьесе важную идейную и композиционную роль, олицетворяя нравы и устои средневекового феодального общества. Основным антагонистом Тибальта является Меркуцио — человек Возрождения. Прямолинейная драчливость и ограниченность Тибальта, весь стиль его поведения с тонким знанием «первых и вторых поводов» к дуэли, фехтовальным жаргоном и неуместными варваризмами, вызывают презрение Меркуцио, который относит его к «этим шутам, этим шепелявым, кривляющимся фантазерам, этим настройщикам речи на новый лад» (пер. Д. Л. Михаловского). Их дуэль предопределена даже не враждой Тибальта к Ромео как представителю семейства Монтекки, а этим противостоянием жизненных позиций. По оценке В. Я. Бахмутского, самому Тибальту — «буяну и забияке» — вообще не важно, с кем драться, и обвинение, бросаемое им Меркуцио («Ты из компании Ромео?»), не более чем попытка найти пристойный повод для поединка. Бахмутский отмечает в связи с этим, что Тибальт — племянник синьоры Капулетти — даже не является урождённым Капулетти, то есть не имеет прямого отношения к вековому раздору между двумя семействами и с этой точки зрения не должен рассматриваться как олицетворение отмирающих феодальных условностей. Согласно Бахмутскому, Тибальт так же принадлежит Возрождению, как и главные герои, но он «не затронут культурой европейского гуманизма».
Филолог Сьюзен Снайдер рассматривает Тибальта как трагическую фигуру, «внутренний закон» которой зиждется на принципах родовой вражды; по её словам, после его гибели этот императив руководит и другими действующими лицами, знаменуя поворот в пьесе от комедии к трагедии. Положительную трактовку образу даёт и литературовед Ежи Лимон: в его интерпретации, Тибальт болезненно щепетилен в вопросах чести. Рана, нанесённая им Меркуцио — следствие попытки в последнее мгновение отвести собственный удар от бросившегося между ними Ромео: дуэльный кодекс запрещал наносить удары в ходе поединка третьим лицам. Бегство с места боя, по мнению Лимона — проявление ужаса от обернувшегося бесчестьем поединка, а возвращение — результат стремления искупить вину.

## Сценическое воплощение
Исполнитель роли в экранизации 1936 года, Бэзил Рэтбоун, был выдвинут на «Оскар» за лучшую мужскую роль второго плана. Рэтбоун, неоднократно в прошлом исполнявший в театре роль Ромео, не получил премию, но отзывы в прессе были самыми положительными: в частности, в журнале Hollywood его назвали «блестящим, как чёрный бриллиант», в «Кинематографических записках Висконсинского общества кино» его Тибальта охарактеризовали как «идеальный образ шекспировского злодея», а Фрэнк Ньюджент из New York Times назвал Рэтбоуна и исполнителя роли Меркуцио Джона Берримора лучшими актёрами в картине.
Приверженность персонажа веяниям моды и фатовство осовременены в постановке 1986 года Майклом Богдановым: его Тибальт выезжает на сцену на спортивной модели Alfa Romeo. В насыщенном отсылками к предшествующим произведениям фильме База Лурмана «Ромео + Джульетта» Тибальт ведёт себя как канонический итальянец из спагетти-вестернов.